# آذرکیوانیان
آذرکیوانیان بالفارسية : ( آذرکیوانیان ) طائفة زرادشتية ظهرت في الدولة الصفوية وأسسها آذر كيوان الذي كان تلميذ أبو الفتوح يحيى بن حبش بن أميرك السُّهروردي.

## العقائد
استنتج جيفانجي جمشيدجي مودي وهو من احد ابرز العلماء بارسيون أن معتقدات آذر كيوان وأتباعه كانت صوفية إلى حد ما مع مزيج من بعض ممارسات اليوغا الهنديةمع فلسفة إشراقية ولكن ليس بالطريقة الشاملة اللازمة لإلقاء الضوء الواجب على التعبيرات النصية

## دبستان مذاهب
في عام 1856، بارسي يُدعى كيكوسرو ب. ادعى كافوس أن خسرو اسفنديار هو المؤلف، وهو ابن آذر كيوان